# سيدني سميث (لاعب كريكت بريطاني)
سيدني سميث (14 يناير 1929 - 25 أبريل 1985)  (بالإنجليزية: Sidney Smith)‏ هو لاعب كريكت بريطاني.